# Nick Holmes
Nicholas "Nick" John Arthur Holmes (ur. 7 stycznia 1971 w Halifaksie, West Yorkshire) – brytyjski wokalista i autor tekstów. Członek grupy Paradise Lost. Od 2014 roku występuje także w szwedzkiej formacji Bloodbath.
W roku 1988 założył Paradise Lost, w którym nieprzerwanie pełni funkcję wokalisty i autora tekstów. Na pierwszych płytach śpiewał w stylu deathmetalowym (growlem); od albumu Icon śpiewa czystym głosem.

## Dyskografia
- Liv Kristine – Deus ex machina (1998, Swanlake, gościnnie)[4]
- Rotting Christ – Rituals (2016, Season of Mist, gościnnie)[5]

## Filmografia
- 666 – At Calling Death (1993, film dokumentalny, reżyseria: Matt Vain)
- Over the Madness (2007, film dokumentalny, reżyseria: Diran Noubar)[6]